# نورثل
نورثل (به انگلیسی: Northill) یک روستا و محله مدنی در بریتانیا است که در Central Bedfordshire واقع شده‌است. نورثل ۲٬۲۸۸ نفر جمعیت دارد.